# 雷克瑟姆
雷克斯漢姆（英語：Wrexham，/ˈrɛksəm/ REK-səm）是英國的一座城鎮，也是雷克瑟姆自治郡的行政中心，位於威爾士的東北部，是威爾士北部的最大城市。雷克斯漢姆緊鄰英格蘭柴郡，是一個地區性的行政、商業和教育中心。據2001年的人口普查，雷克斯漢姆市中心有人口42,576人，按照英國國家統計局的定義，雷克斯漢姆都市區的人口則有63,084人，是威爾士第七大都市。雷克斯漢姆在公元前1600年就開始有人活動。在18世紀，雷克斯漢姆以皮革業聞名。18世紀中期時，雷克斯漢姆只有人口約2000人，隨著工業革命的發展，城市規模也急速擴大。世界遺產龐特卡薩魯岧水道就位於雷克斯漢姆郊外。雷克斯漢姆足球俱樂部的主場亦位於這裡。

## 外部連結
- Wrexham County Borough Council （页面存档备份，存于）
- Wrexham.com （页面存档备份，存于）
- Evening Leader （页面存档备份，存于）
- Calon FM – Wrexham Community Radio （页面存档备份，存于）
- Wrexham Tourism – Trip Advisor （页面存档备份，存于）
- Local History – Wrexham (BBC) （页面存档备份，存于）
- The Anglican Parish of Wrexham, including Wrexham Parish Church （页面存档备份，存于）
- Wrexham Musical Theatre Trust （页面存档备份，存于）
- Wrexham FC – Wrexham FC Official site
- Wrexhammusic.co.uk – Online hub for music in Wrexham （页面存档备份，存于）
- Wrexham Arts – An online hub for arts, culture and entertainment in Wrexham （页面存档备份，存于）
- 360 Degree Panoramic View of Queens Square (BBC) (Java required)
- Francis Frith Historic Photos of Wrexham (mainly from 1895)